# Ermanno di Metz
Ermanno di Metz (prima del 1049 – 4 maggio 1090) fu vescovo di Metz dal 1073 alla morte.

## Biografia
Ermanno proveniva da una linea collaterale della stirpe dei conti delle Ardenne. Suo nipote era Enrico di Verdun, vescovo di Liegi dal 1076 al 1091. Ermanno fu il prevosto della cattedrale di San Lamberto a Liegi. Dopo la morte di Adalbero III il 13 novembre 1072, divenne il nuovo vescovo di Metz entro l'inizio del 1073. Il 25 agosto 1076, all'inizio della lotta per le investiture, Ermanno ricevette da papa Gregorio VII una lettera molto citata e storicamente significativa per la storia della Chiesa, in cui il papa spiegava in dettaglio la sua decisione di scomunicare il re Enrico IV.
Ermanno morì il 4 maggio 1090 e fu sepolto nella chiesa di Saint-Pierre-aux-Images a Metz, ma questa struttura fu completamente demolita a metà del XVIII secolo.